# La gran desmemoria
La gran desmemoria. Lo que Suárez olvidó y el Rey prefiere no recordar es una investigación sobre el 23-F de España, publicada por la periodista Pilar Urbano en abril de 2014, con ocasión del 33 aniversario del suceso.

## El libro
Fue presentado el 3 de abril de 2014, pocas semanas más tarde del fallecimiento del expresidente español Adolfo Suárez. Fue editado por la Editorial Planeta.
El 3 de abril la Casa del Rey y varios ministros, colaboradores y amigos de Adolfo Suárez, incluido su hijo Adolfo Suárez Illana, criticaron duramente el libro de la periodista Pilar Urbano titulado  al que calificaron de «infame» y de «novela de ficción». El contenido de la investigación y las declaraciones de su autora en torno al papel desempeñado por el rey Juan Carlos I y el presidente Adolfo Suárez en el 23-F generaron gran controversia.